# Phaeoses amblyxena
Phaeoses amblyxena är en fjärilsart som beskrevs av Edward Meyrick 1920. Phaeoses amblyxena ingår i släktet Phaeoses och familjen äkta malar.
Artens utbredningsområde är Fiji. Inga underarter finns listade i Catalogue of Life.